# 贝涅
贝涅，是匈牙利佩斯州所辖的一个村。总面积16.52平方公里，总人口1257，人口密度76.1人/平方公里（2011年1月1日）。